# Lohijoki (vattendrag i Norra Österbotten)
Lohijoki är ett vattendrag i Finland.   Det ligger i landskapet Norra Österbotten, i den centrala delen av landet, 400 km norr om huvudstaden Helsingfors.